# Gestió de residus

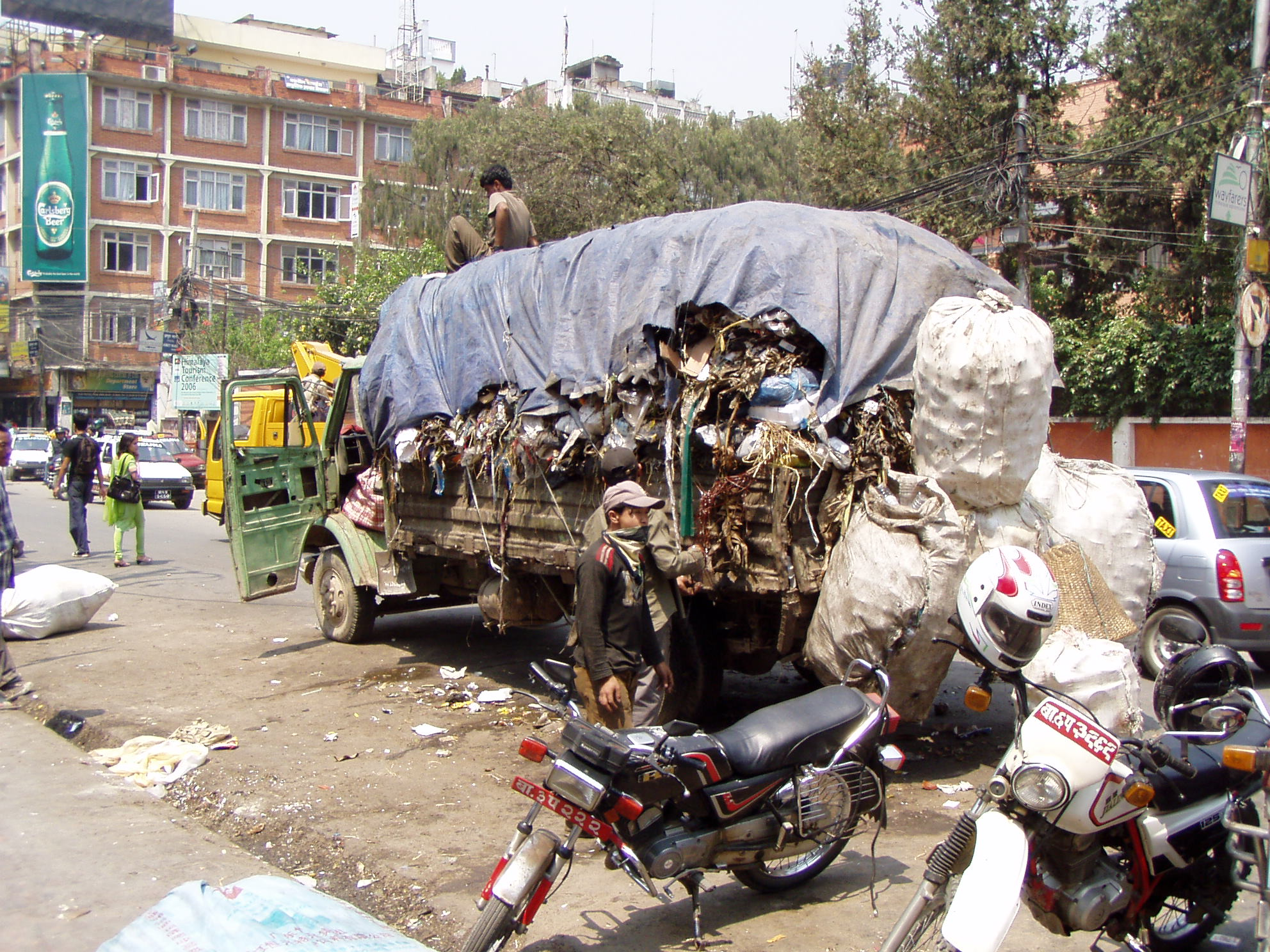
Gestió de residus a Katmandú (Nepal)

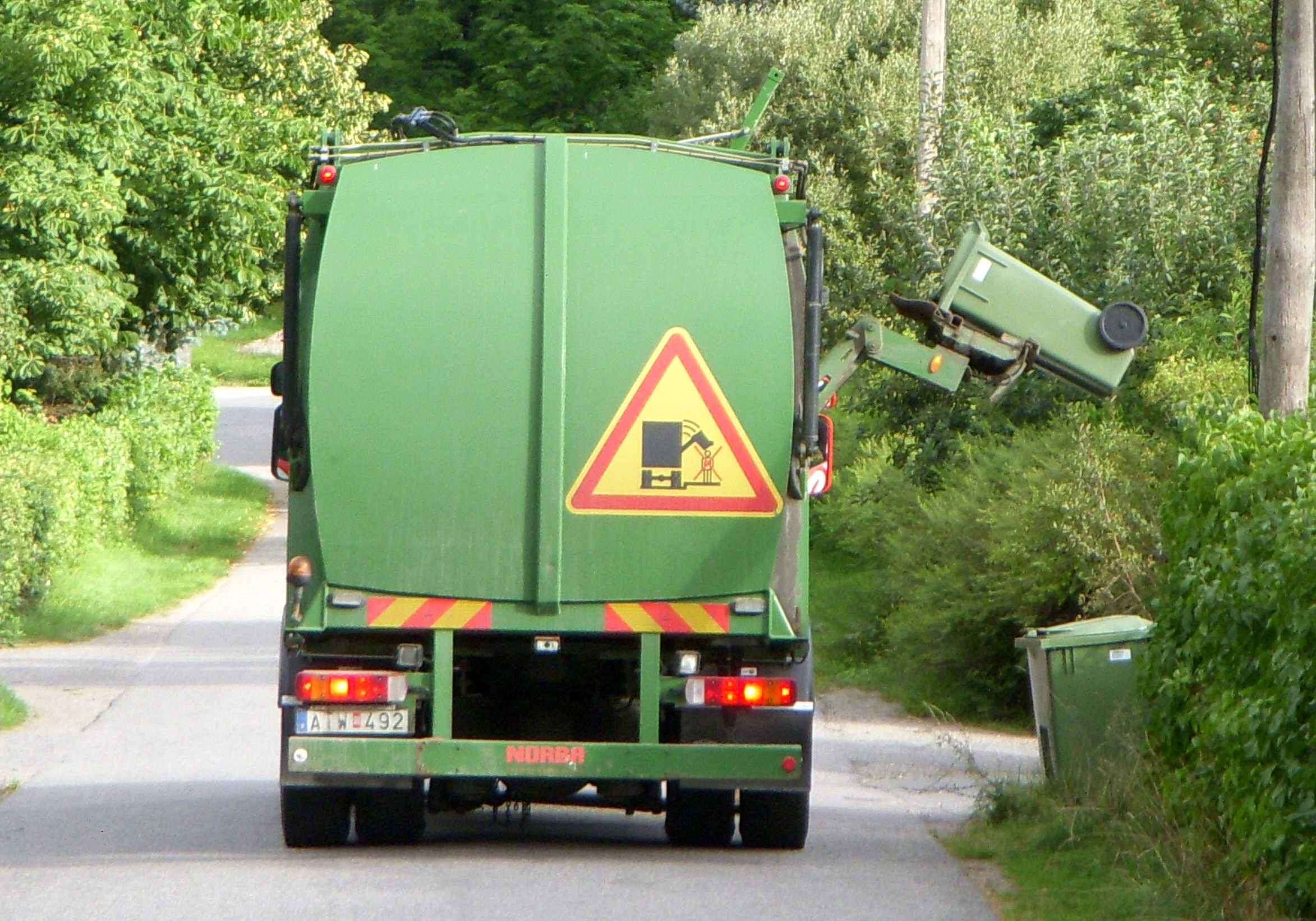
Gestió de residus a Estocolm (Suècia)

La gestió de residus és tot procediment que permet l'aprofitament dels recursos continguts en els residus. En els darrers anys hi ha un creixent interés perquè aquestes activitats presentin els mínims riscos per a la salut i el medi ambient.
Hi ha diversos tipus de residus sòlids, com ara els municipals (residencials, institucionals, comercials), agrícoles i especials (industrials, sanitaris, perillosos domèstics, llots de depuradora). Els residus que es gestionen són, principalment, produïts per l'activitat humana.
Es considera com a residu industrial qualsevol residu industrial o comercial que, per les seves característiques tòxiques o perilloses o per causa del seu grau de concentració, requereix un tractament específic i un control periòdic dels seus efectes nocius potencials.
En aquest sentit, les estratègies que es poden dur a terme són variades, des de la utilització d'un producte residual com a matèria primera en un procés que no requereixi materials d'alta puresa (suposant que encara conservi part de les característiques inicials), fins a la reassignació de la funcionalitat d'aquells estocs de productes pels quals ha expirat el seu temps de vida útil prèviament establert en una data de caducitat. S'ha de tenir en compte, que aquestes dates són fixades de forma molt conservativa per a evitar riscos innecessaris per a la salut de les persones i el medi ambient i, per tant, és factible reutilitzar-los per a altres usos.
En aquest sentit, i a nivell general, quan parlem de reciclatge en tots els seus diferents vessants, ha tingut un paper fonamental l'impuls de la recollida selectiva dels residus, tant a nivell municipal com industrial, de tal forma que ha facilitat el poder assolir resultats considerablement bons en la recuperació de materials. Industrialment encara té més valor degut a l'elevat cost econòmic de les matèries primeres necessàries per a determinats processos, que es pot veure significativament reduït si es promou una política ambiental adequada a la indústria.
Comparativament, aquesta opció no redueix el consum de matèria primera fins a uns nivells tant elevats com pot assolir el reciclatge pròpiament dit, que pot arribar fins a un 90%. En aquest segon cas la reducció està entre el 0 i el 25%. No obstant, aquesta estratègia continua essent ambientalment més sostenible que la incineració o la disposició en abocadors.
La valorització de residus s'ha vist potenciada en els últims anys a conseqüència de la creació de les Borses de Subproductes, que promocionades des de l'Administració central han anat apareixent en diferents Comunitats Autònomes. La seva finalitat és posar en contacte productors de residus i empreses que necessitin matèries primeres de característiques similars a aquests residus oferts. Els resultats d'aquesta iniciativa encara no estan massa clars, però tampoc encara se n'ha tret tot el profit possible.
Classificació general dels residus:
Residus inertsEs considera residu inert aquell que, una vegada es disposa en un abocador, no experimenta cap transformació física, química o biològica significativa, i a més compleix els criteris de lixiviació determinats a nivell normatiu.
Residus assimilables a urbansSón aquells residus equiparables a les deixalles domèstiques i en molts casos són fermentables: Matèria orgànica, plàstics, cartró, fusta, vidre, metall, cautxú, pells cuirs, tèxtils, etc. També s'inclouen en aquest grup els fangs de depuradora.
Residus especialsEs considera residu especial, tot material sòlid, líquid o gas destinat a l'abocament, que conté en la seva composició alguna de les substàncies o matèries en quantitats o concentracions tal que representin un risc per a la salut humana, els recursos naturals i/o el medi ambient, (inclouen residus radioactius).
Tractament dels residus:
AbocadorsHi ha uns tipus d'abocadors on es duu a terme una descàrrega controlada de deixalles i residus. Aquestes deixalles i residus es van compactant amb maquinària pesant.
Plantes de tractament fisico-químiquesEl tractament fisicoquímic de residus és una operació de disposició del rebuig de residus que inclou tot un conjunt d'opcions de tractament encaminades a reduir la toxicitat associada al residu i a preparar els residus per posteriors operacions de disposició del rebuig, tals com la deposició en un dipòsit de seguretat i la descàrrega a la xarxa de sanejament (col·lector, estació depuradora).
IncineracióConsisteix en l'oxidació total dels elements combustibles que conté el residu. L'energia química continguda en el residu es converteix íntegrament en calor. Si el procés té lloc en un forn-caldera es produeix vapor, que pot ésser aprofitat directament o bé per produir electricitat. Els components inerts que conté el residu (metalls, vidre, cendres) són evacuats en forma d'escòria que en general, cal tractar posteriorment.
La gestió de residus no es fa de la mateixa manera arreu del món. Els (països desenvolupats i els països en desenvolupament, les (àrees urbanes i les rurals), o les (àrees residencials i les industrials) tenen les seves formes pròpies de gestionar els seus residus.

## Evolució històrica en el maneig de residus
El primer pas per a un maneig organitzat dels residus sòlids urbans es va donar als Estats Units a principis del segle xx. Fins a aquest moment, i depenent dels llocs, els residus eren abocats en el sòl "enterrats o a cel obert", es descarregaven en cossos d'aigua, s'incineraven o es lliuraven, quan eren restes de menjar, per a aliment de porcs.
Al començament de la dècada dels 40, a Nova York i Califòrnia es va començar amb l'abocament controlat i, a través de l'exèrcit nord-americà, es van implementar programes per al control de vectors i prevenció de malalties, al mateix temps que es van efectuar modulacions típiques d'abocadors, adaptades segons diferents grandàries poblacionals.
En virtut de consideracions econòmiques i ambientals, entre els anys 40 i 70 va sorgir una nova forma d'administració dels RSU, denominada Gestió Il·luminada, que es va focalitzar en el control de la generació, emmagatzematge, recol·lecció, transferència, transport, tractament i disposició final, amb especial èmfasi en els efectes ambientals i en la salut de la població.
A principis de la dècada de 1970, la creixent preocupació pública respecte del potencial de detriment/reducció dels recursos naturals, i la necessitat de propendir a la seva sustentabilitat, va motivar un canvi en el focus del gerenciament dels residus sòlids. Aquest nou criteri va ser adreçat cap a l'estudi i anàlisi dels materials existents en els RSU a fi d'establir aquells elements que resultaven susceptibles d'un ús beneficiós, fonamentalment a través de la reutilització i el reciclatge.
Aquest procés va derivar en la figura, definitivament instal·lada en els anys 90, de la Gestió Integral de Residus Sòlids Urbans (GIRSU). Específicament en el capítol 21, "Maneig Ecològicament Racional dels Residus Sòlids", l'Agenda XXI de la Cimera de Rio 1992 enuncia els postulats que després van ser represos i emfatitzats a la Cimera de Johannesburg 2002 i que poden sintetitzar-se en els següents punts:
- Minimització de la generació;
- maximització de la reutilització i el reciclat;
- tecnologies d'eliminació, tractament i disposició final ambientalment adequades, que incloguin recuperació d'energia;
- ampliació de l'abast dels serveis relacionats amb els residus;
- tecnologies de producció neta i consum sustentable;
- investigació, experimentació, desenvolupament i innovació tecnològica sobre el reciclat, abonament orgànic i recuperació d'energia; i
- educació pública, participació i suport de la comunitat en la gestió dels residus.

Si bé a nivell mundial els dos primers tòpics van transcendir com les "3R: reduir, reutilitzar i reciclar", en alguns països s'ha popularitzat l'expressió "Valorització dels residus" per identificar el conjunt d'activitats relacionades amb la posada en valor dels materials aprofitables continguts en les deixalles, a través de la seva segregació, recuperació dels corrents residuals, classificació, condicionament, reutilització i reciclat.

## Residus domèstics
L'eficiència de la gestió d'aquest tipus de residus consisteix entre altres accions, a reduir al mínim la quantitat de deixalles enviades a l'abocador. Aquests esforços inclouen el reciclatge, convertir les deixalles en energia, dissenyant productes que usin menys material, i la legislació que confereix per mandat als fabricants es facin responsables de les despeses de disposició de productes i de l'embalatge (vegeu l'Administració de Producte i la Responsabilitat de Productor Ampliada). Per exemple en l'ecologia industrial, on s'estudien els fluxos de materials entre indústries, els subproductes d'una indústria poden ser una matèria útil a una altra, la qual cosa redunda en una disminució de les deixalles finals.
Els sistemes de tractament inclouen les operacions amb l'objecte de modificar les característiques físiques, químiques o biològiques d'un residu per reduir o neutralitzar les substàncies perilloses que conté, recuperar matèries valoritzables, facilitar l'ús com a font d'energia o adequar el rebuig per al seu posterior tractament finalista.
Els tractaments que poden rebre els residus domèstics són:
1. Reutilització
2. Compostatge
3. Biogàs
4. Tractaments mecànics per a la seva separació i classificació
5. Incineració
6. Piròlisis
7. Gasificació
8. Dipòsit en abocador

## Reciclatge
El reciclatge significa recuperar per a un altre ús un material que d'una altra manera seria considerat una deixalla. El significat popular de reciclatge en la major part de països desenvolupats ha vingut referint-se al magatzematge i reutilització d'articles d'un sol ús d'ús diari. Aquest procés implica descompondre i reutilitzar materials que, d'altra manera, s'eliminarien com a escombraries. Hi ha nombrosos beneficis del reciclatge, i amb tantes noves tecnologies que fan encara més materials reciclables, és possible netejar la Terra. El reciclatge no només beneficia el medi ambient sinó que també afecta positivament l'economia. Els materials dels quals estan fets els productes es poden convertir en nous productes. Aquests es recullen i classifiquen en grups homogenis, de manera que puguin usar-se una altra vegada la seva matèria primera (reciclat).
Als països desenvolupats, els productes de consum més comunament reciclats inclouen llaunes de beguda d'alumini, acer, aliment i llaunes d'aerosol, HDPE (Polietilè d'Alta Densitat) i envasos PET plàstics, ampolles de cristall i pots, cartró, paper (periòdics, revistes, etc). Aquest darrer mètode es coneix com a "reciclatge d'un sol corrent." El juliol de 2017, el govern xinès va anunciar una prohibició d'importació de 24 categories de reciclables i residus sòlids, inclosos plàstic, tèxtils i paper mixt, amb un impacte enorme als països desenvolupats a nivell mundial, que exportaven directament o indirectament a la Xina.
Altres tipus de plàstic (clorur de polivinil, LDPE, PP, i PS: mirar el codi d'identificació de resina) són també reciclables, encara que sovint no es recullen separadament. En general, aquests productes es componen d'un sol tipus de material, fent-los relativament fàcils de reciclar en nous productes.

Segons dades de l'Institut Nacional d'Estadística, a Espanya es van reciclar l'any 2012, i per aquest ordre:
| Residu reciclat      | Quantitat (milers de tones) | % sobre el total |
| -------------------- | --------------------------- | ---------------- |
| Metàl·lics           | 10.108                      | 42               |
| Paper i cartró       | 4.920                       | 20,5             |
| Animals i vegetals   | 2.183                       | 9,1              |
| Fusta                | 1.218                       | 5,1              |
| Vidre                | 1.145                       | 4,8              |
| Plàstic              | 1.062                       | 4,4              |
| Químics              | 1.035                       | 4,3              |
| Residus de separació | 933                         | 3,9              |
| Equips rebutjats     | 855                         | 3,6              |
| Altres               | 588                         | 2,3              |

## Tecnologies
Tradicionalment, la indústria de gestió de residus ha adoptat tard les noves tecnologies, com ara les etiquetes RFID (Identificació per ràdiofreqüència), GPS i paquets de programari integrats que permeten recollir dades de millor qualitat sense utilitzar l'estimació o l'entrada manual de dades. Aquesta tecnologia ha estat àmpliament utilitzada per moltes organitzacions en alguns països industrialitzats. La identificació per radiofreqüència és un sistema d'etiquetatge per a la identificació automàtica de components reciclables del flux de residus sòlids urbans.